# 転換 (原子力)
転換（てんかん）とは、核燃料の原料となるウランやプルトニウムの化学的な性状を変換する事、及びその作業を指す。

## 精錬工程での転換
天然ウラン精鉱（イエローケーキ）を六フッ化ウラン (UF6) に精錬する工程を転換と言う。日本国内には工場は無い。日本の電力各社は海外の転換工場からこの状態のウランを買いつけている。これらのウランは濃縮工場に送られて濃縮されて、濃縮ウランとなる。

## 濃縮後の再転換
濃縮工程でウラン235が濃縮された六フッ化ウランを二酸化ウラン (UO2) へ変える事を再転換という。UO2粉末は焼結されて燃料ペレットとなる。燃料ペレットは核燃料製造工場にて燃料棒に詰められ、燃料集合体に組立てられて電力会社に納入される。
国内に二つあった燃料再転換工場は株式会社ジェー・シー・オーが臨界事故によって操業を止めたため、2004年現在、三菱原子燃料株式会社だけとなった。同社は加圧水型原子炉 (PWR) 用燃料のみを製造しているため、沸騰水型原子炉 (BWR) 用燃料の日本国内での再転換が不可能になった。このため現在ではアメリカの二社に再転換を委託している。このうちの一社はJCC (Joint Conversion Company) で、General Electric (GE) とJNF（日本ニユクリア・フユエル）の合弁会社であったが、2000年にGE、東芝、日立の合弁会社に再編されてGlobal Nuclear Fuel (GNF-A) となり、JNFはグローバル・ニュークリア・フュエル・ジャパン(GNF-J) となっている。もう一社はシーメンス系のSiemens Power Corporation (SPC) である。
転換手法は湿式法と乾式法に大別され、乾式法は設備がコンパクトに済み発生廃液量も少ないメリットがある。

### 湿式法

#### 重ウラン酸アンモニウム法
Ammonium DiuranateからADU法と呼ばれ、最も初期から利用されて実績が豊富な方法であり、以下の特徴がある。
- 工程がやや長く複雑である
- 反応ごとに工程が独立しており、コントロールが容易である。
- 得られる二酸化ウランの物性が安定している。

ADU法では、まず六フッ化ウランを加水分解してフッ化ウラニル(UO2F2)を得る。
UF6 + 2 H2O → UO2F2 + 4 HF
続いてフッ化ウラニルにアンモニア水を加え、重ウラン酸アンモニウム((NH4)2U2O7)の沈殿を得る。
2 UO2F2 + 6 NH4OH → (NH4)2U2O7 + 4 NH4F + 3 H2O
重ウラン酸アンモニウムを水素雰囲気で焙焼・還元して二酸化ウランを得る。
(NH4)2U2O7 + H2 → 2 UO2 + 2 NH3 + 3 H2O

#### 溶媒抽出－ADU法
ADU法の前段に溶媒抽出工程を追加したもので、以下の特徴がある。
- 工程がADU法よりもさらに長く複雑である
- 得られる酸化ウランの物性が安定している。
- 得られる酸化ウランの純度が高い。

まず六フッ化ウランを硝酸アルミニウム水溶液と反応させ、溶媒抽出により硝酸ウラニル(UO2(NO3)2)水溶液を得る。
UF6 + 2 Al(NO3)3 + 2 H2O → UO2(NO3)2 + 2 AlF3 + 4 HNO3
硝酸ウラニル水溶液にアンモニアを加え、重ウラン酸アンモニウムの沈殿を得る。
2 UO2(NO3)2 + 6 NH3 + 3 H2O → (NH4)2U2O7 + 4 NH4NO3
重ウラン酸アンモニウムを水素雰囲気で焙焼・還元して二酸化ウランを得る。
(NH4)2U2O7 + H2 → 2 UO2 + 2 NH3 + 3 H2O

#### 炭酸ウラニルアンモニウム法
ドイツのNUKEM社が開発した手法で、Ammonium Uranyl CarbonateからAUC法と呼ばれる。
以下の特徴がある。
- 工程がやや長く複雑である
- 得られる二酸化ウラン粉末の流動性がよい
- ペレット成形前の造粒操作が必要ない
- ペレットの成形性はやや劣る

六フッ化ウランに水、アンモニア、二酸化炭素を同時に反応させて炭酸ウラニルアンモニウム((NH4)4UO2(CO3)3)の沈殿を得る。
UF6 + 5 H2O + 10 NH3 + 3 CO2 → (NH4)4UO2(CO3)3 + 6 NH4F
続いて炭酸ウラニルアンモニウムを水素雰囲気で焙焼・還元して二酸化ウランを得る。
(NH4)4UO2(CO3)3 + H2 → UO2 + 4 NH3 + 3 H2O + 3 CO2

### 乾式法

#### 総合乾式法
イギリス核燃料公社が開発した手法で、Integrated Dry RouteからIDR法と呼ばれる。
以下の特徴がある。
- 装置が小型になる
- 二酸化ウラン粉末の焼結性がよい
- 二酸化ウラン粉末の流動性は劣る
- 廃液生成量が少ない

六フッ化ウランを水蒸気で加水分解してフッ化ウラニル(UO2F2)を得る。
UF6 + 2 H2O → UO2F2 + 4 HF
続いて水素で還元して二酸化ウランを得る。
UO2F2 + H2 → UO2 + 2 HF
ただし、以下のような副反応も生じる。
UF6 + H2 → UF4 + 2 HF

#### フレームリアクタ法
フレームリアクタ法は、六フッ化ウランを酸素・水素・窒素の混合ガスとともに燃焼させる方式で、以下の特徴がある。
- 工程が短い
- 酸化ウラン粉末の焼結性がよい
- 酸化ウラン粉末の流動性は劣る
- 廃液生成量が少ない

六フッ化ウランを酸素・水素・窒素の混合ガスとともに燃焼させて八酸化三ウラン(U3O8)を得る。
3 UF6 + 11 H2 + 5 O2 → U3O8 + 18 HF + 2 H2O
八酸化三ウランを水素雰囲気で還元して二酸化ウランを得る。
U3O8 + 2 H2 → 3UO2 + 2H2O

## 再処理での転換
再処理工程から出る硝酸ウラニル溶液を固体の三酸化ウランまたは気体の六フッ化ウランに変えることをウランの転換、硝酸プルトニウム溶液を固体の二酸化プルトニウムに変えることをプルトニウムの転換という。

### ウランの転換
三酸化ウランを得る手法として、加熱脱硝法またはADU法がある。

#### 加熱脱硝法
硝酸ウラニル水溶液を蒸発濃縮させた後、加熱分解して三酸化ウランを得る。
2 UO2(NO3)2・6H2O → 2 UO3 + 4 NO2 + O2 +  6H2O
工程は簡単であるが、三酸化ウランが緻密な粒子になり反応性に劣るため、後続処理で反応速度が落ちてしまう。

#### ADU法
まず硝酸ウラニル水溶液にアンモニアを加え、重ウラン酸アンモニウムの沈殿を得る。
2 UO2(NO3)2 + 6 NH3 + 3 H2O → (NH4)2U2O7 + 4 NH4NO3
重ウラン酸アンモニウムを焙焼して三酸化ウランを得る。
(NH4)2U2O7 → 2 UO3 + 2 NH3 + H2O

#### 六フッ化ウランへの転換
三酸化ウランから六フッ化ウランを得るには、以下の手順を踏む。
三酸化ウランを還元して二酸化ウランとする。
UO3 + H2 → UO2 + H2O
二酸化ウランにフッ化水素を反応させ、四フッ化ウランを得る。
UO2 + 4 HF → UF4 + 2 H2O
四フッ化ウランにフッ素を通じて加熱し、六フッ化ウランを得る。
UF4 + F2 → UF6

### プルトニウムの転換

#### 加熱脱硝法
硝酸プルトニウム水溶液を蒸発濃縮させた後、加熱分解して二酸化プルトニウムを得る。
Pu(NO3)3 → PuO2 + 3 NO2 + O2

#### 過酸化プルトニウム沈澱法
硝酸プルトニウム溶液に過酸化水素水（濃度5 - 30%）を加えると濾過容易な結晶性の過酸化プルトニウム(Pu2O7・nH2O)の沈澱が得られる。このとき、不純物陽イオンの大部分は沈澱せず溶液中に留まるので、高い精製効果が得られる。過酸化プルトニウムの沈澱物を150℃で加熱分解すると酸化プルトニウムが得られる。
Pu(NO3)3 + 過剰 H2O2 → Pu2O7・nH2O↓
2 Pu2O7・nH2O → 4 PuO2 + 3 O2 + 2n H2O

#### シュウ酸プルトニウム沈澱法
硝酸プルトニウム溶液にシュウ酸を加えると、結晶性で濾過性のよいシュウ酸プルトニウムが沈殿する。
これを300 ℃で加熱すると酸化プルトニウムが得られる。
2 Pu(NO3)3 + 3 H2(COO)2 → Pu2[(COO)2]3 + 6 HNO3
Pu2[(COO)2]3 + 2 O2 → 2 PuO2 + 3 CO2

## 原子炉内での転換
原子炉で使用された燃料集合体に含まれるウランが中性子照射を受けて他の核種、特にプルトニウムに変わることをウランの転換という。高速増殖炉や新型転換炉では核燃料の転換率を高めた設計が成されている。